# Коронавірусна хвороба 2019 у Новій Зеландії
Коронаві́русна хворо́ба 2020 у Новій Зеландії — розповсюдження світової пандемії коронавірусу 2019 (COVID-19) територією Нової Зеландії. Перший підтверджений випадок на території Нової Зеландії було виявлено 28 лютого 2020. Станом на 2 квітня 2020 у Новій Зеландії офіційно було виявлено 797 підтверджених випадків, з них 92 одужавших, 1 летальний. Випадки вірусу були зареєстровані по всім регіонам країни.

## Хронологія

### 2020

#### Січень
28 січня на відповідь до епідемії Міністерство здоров'я заснувало Національний координаційний центр здоров'я. 30 січня вийшла постанова про Інфекції та зареєстровані хвороби, який вимагав всіх практикуючих лікарів доповідати про будь-які підозри на випадки, які підлягають Акту про здоров'я 1956.

#### Лютий
3 лютого Уряд Нової Зеландії повідомив, що всім іноземцям, які прибули із території Китаю буде відмовлено у в'їзді до Нової Зеландії, і лише громадяни Нової Зеландії, постійні жителі та їх сім'ї будуть мати змогу в'їжджати на територію країни. Іноземцям, які відвідували Китай, але котрі провели принаймні 14 днів у іншій країні було дозволено в'їжджати до Нової Зеландії. 24 лютого ця заборона була подовжена на додаткові 8 днів. Університети подали запит до уряду у звільненні всіх китайських студентів, які подорожували, аби навчатися у Новій Зеландії.
4 лютого круїзне судно Diamond Princess було введено на карантин японською владою у місті Йокогама, після того як у пасажирів була виявлена COVID-19. На борту судна знаходилося 11 новозеландців. До 20 лютого 4 пасажири з Нової Зеландії отримали позитивний результат тестування на вірус і їх відправили на лікування у Японії. Двоє з них мали повернутися на евакуаційному авіарейсі, — що був зорганізований Урядом Австралії, — з Токіо до Дарвіну.
5 лютого авіарейс керований Air New Zealand, що був замовлений новозеландським урядом, прибув до Окленду з Уханю. Місто Ухань перебувала під блоком із 23 січня. Рейс перевіз 193 пасажири, включаючи 54 новозеландських громадян та 44 постійних жителів. 35 австралійських пасажирів було перенаправлено на австралійський авіарейс, в той час як решта 157 пасажирів вирушило на двотижневий карантин на військову базу на Увангапараоа. З карантину всі пасажири вийшли 19 лютого.
7 лютого Міністерство Здоров'я започаткувало безкоштовний телефонний номер для дзвінків стосовно COVID-19.
28 лютого був підтверджений перший офіційний випадок хвороби на території Нової Зеландії. Хворою була жінка у свої 60-х роках, котра повернулася в Окленд 26 лютого після поїздки до Ірану; назад до Нової Зеландії вона добиралася через Балі, Індонезія. Її перші два тести були негативними; третій тест із більш точним зразком виявився позитивним. Її було направлено до Міської лікарні Окленду. Нова Зеландія стала 48-ю країною, у якій виявили випадок COVID-19. 28 лютого Уряд розширив обмеження на подорожування, у які входило заборону приймати приїжджих із Ірану.

#### Березень
4 березня був виявлений другий випадок вірусу у жінки у своїх 30-х роках, яка повернулася до Нової Зеландії із північної Італії 25 лютого. Вона прилетіла до Окленду через Сінгапур, після чого 2 березня сіла на домашній рейс із Палмерстон-Норт. У її партнера також проявилися симптоми коронавірусної хвороби і це стало четвертим випадком заворювання, який офіційно підтвердили 6 березня.
5 березня був підтверджений третій офіційно зареєстрований випадок у Новій Зеландії та перший випадок, котрий був переданий всередині країни. Чоловік у своїх 40-х роках із Окленду був інфікований COVID-19 двома членами сім'ї, котрі повернувся із Ірану 23 лютого. Три інші члени сім'ї почували себе недобре ще до цього. 7 березня був оголошений п'ятий випадок у жінки у своїх 40-х роках, котра була партнером людини із випадком номер три. Один із членів сім'ї, які повернулися із Ірану був батьком людини із випадком номер три.
6 березня Генеральний директор здоров'я Ешлі Блумфілд оголосила, що 8 людей з Нової Зеландії були пасажирами круїзу Grand Princess із Сан-Франциско до Мексики, що проходив 11-21 лютого, і котрі знаходилися біля людини із підтвердженим випадком COVID-19. На час цього оголошення всі 8 пасажири вже повернулися назад до Нової Зеландії. Одним із них була жінка у своїх 70-х роках, котра знаходилася у лікарні із захворюванням дихальних шляхів, після чого була виписана і вважається ймовірним випадком зараження.
14 березня шостий підтверджений випадок був зареєстрований у чоловіка з Окленду у своїх 60-х роках, котрий нещодавно повернувся із США. Він самоізолювався.
15 березня було підтверджено ще два випадки, що привело загальну кількість випадків COVID-19 у Новій Зеландії до 8. Сьомим випадком став чоловік, який подорожував із Австралії до Веллінгтону. Восьмим випадком стала жінка, яка відвідувала Данію, і котра приїхала до Окленду через Доху і опісля через Крайстчерч, перед тим як приїхати на автобусі до Квінстаун, де відчула себе хворою і була госпіталізована.
17 березня було підтверджено ще 4 випадки, що у загальній кількості зросло до 12. Дев'ятим та десятим випадком стали чоловік та його батько з Веллінгтону, які повернулися назад до країни із США. Одинадцятим випадком був чоловік із Данідін, який повернувся назад із Німеччини. Дванадцятим випадком був старшокласник із Данідіну, який був сином людини одинадцятого випадку.
18 березня Міністерство здоров'я підтвердило, що за добу у країні виявили 8 нових випадки коронавірусу, що збільшило число загальних випадків до 20. Чотири із цих нових випадків були в Окленді, два у регіоні Ваїкато, один у Крайстчерчі та один у Інверкаргіллі.
19 березня Міністерство здоров'я підтвердило ще 8 нових випадків вірусу, збільшуючи загальну кількість до 28. Два з нових випадків були в Окленді, два в Таранакі, один в Данідіні, один в Квінстауні, один в Нортленді, один в Роторуа.
20 березня було виявлено 11 нових випадків, що дало у загальній кількості 39 випадки: 5 в Окленді, 2 у Ваїкато, 2 у Веллінгтоні, 1 в Кентербері, 1 у Хокс-Бей. Всі нові випадки стосувалися людей, які подорожували закордон.
21 березня виявили 13 нових випадків, збільшуючи загальну кількість до 52. Два із нових випадків не мали зв'язку із закордонними подорожами; Міністерство здоров'я продовжує розслідування щодо цієї справи.
22 березня було підтверджено 14 нових випадків, даючи у загальній кількості 66. 11 із нових випадків мали історію із закордонними подорожами. Дві людини із інших випадків відвідували Конференцію світового Хірфорду у Квінстауні, котра проходила 9-13 березня і включала делегатів із Нової Зеландії та безліч інших країн.
23 березня 36 нових випадки були підтверджені, збільшуючи загальну кількість до 102. Два випадки знаходяться під підозрою розповсюдження всередині громади; цей випадок став причиною оголошення Ардерном переходу Нової Зеландії до третього рівня пильності під час брифінгу о 13:40.
24 березня було виявлено 40 нових випадків, а станом на це число було проведено понад 1,400 тестувань. З цієї дати до загальної кількості випадків почали додавати людей із ймовірними випадками зараження коронавірусом; це збільшило загальну кількість випадків інфікування до 155. В ці числа також входять 4 випадки розповсюдження всередині громади: 3 в Окленді та 1 у Ваїрарапа.
25 березня виявлено 50 нових випадків; включаючи ймовірні випадки, загальна кількість по Новій Зеландії зросла до 205. О 12:21 в парламенті Міністр громадянської оборони Пені Енаре оголосив про впровадження національного надзвичайного стану після того, як країна увійшла до четвертого рівня пильності о 23:59. Надзвичайний стан буде тривати 7 діб, але може бути подовженим у майбутньому.
26 березня виявлені нові 78 випадків, даючи у загальній кількості 283. Станом на цю добу 27 людей одужало після інфікування вірусом. Також було повідомлено, що 168 новозеландців, які приїхали закордону знаходилися на карантині.
27 березня кількість нових випадків становила 85, а загальна кількість по країні збільшилася до 368.
28 березня органи охорони здоров'я повідомили про 83 нових випадків, включаючи 78 підтверджених та 5 ймовірних випадки, що дало у загальній кількості 451 випадки. Air New Zealand повідомила, що деякі люди із її персоналу отримали позитивний результат тесту на коронавірус.
29 березня кількість нових підтверджених випадків становила 60; 3 нових ймовірних випадки. Загальна кількість випадків на цю дату дало 514 (476 підтверджених та 38 ймовірних). Станом на цю добу 56 людей одужало після інфікування вірусом. Також 28 березня відбулася перша смерть у країні, спричинена коронавірусом. Померлою була жінка у своїх 70-х роках із Вест-Кост.
30 березня 76 нових випадки були підтверджені та один попередній ймовірний випадок був підтверджений як негативний. Загальна кількість випадків на цю дату дало 589 (552 підтверджених та 37 ймовірних). Було повідомлено, що станом на цю добу було зареєстровано 10 випадків розповсюдження всередині громади, або 2 % від загальної кількості, а 57 % підтверджених випадків стосувалися людей, які подорожували закордон; 27 % знаходилися у близькому контакті із людьми підтверджених випадків. 12 людей були госпіталізовані, двоє з них знаходилися на інтенсивній терапії.
31 березня кількість нових підтверджених випадків становила 58. Загальна кількість випадків на цю дату дало 647 (600 підтверджених та 47 ймовірних). Станом на цю добу 74 людини одужало після інфікування вірусом.

#### Квітень і далі
1 квітня було повідомлено про 61 новий випадок (47 підтверджених та 14 ймовірних). Загальна кількість випадків на цю дату дало 708 (647 підтверджених та 61 ймовірних). Цієї ж доби було оголошено, що на островах Чатем почалися проблеми із наявністю провізії через масову панічну закупівлю.
2 квітня було повідомлено про 89 нових випадків (76 підтверджених та 13 ймовірних). Загальна кількість випадків на цю дату дало 797. Було повідомлено, що станом на цю добу 92 людини одужало після інфікування вірусом і 13 знаходилися у стабільному стані у лікарні.
У червні кількість хвори знову почала рости і на 21 червня склала 5 осіб (+2 особи за попередню добу).

### 2021
16 серпня в країні було введено триденний карантин після виявлення одного випадку захворювання штамом Дельта.
13 вересня в Окленді, найбільшому місті країни, було зафіксовано спалах захворюваності, через що режим локдауну було продовжено щонайменше до 21 вересня.
Станом на листопад 2021 року в країні повністю вакциновано 83% людей, які мають право на щеплення. А 88% таких громадян отримали щонайменше одну дозу вакцини.

### 2022
У березні кількість госпіталізацій через Омікрон-варіант швидко зростає, досягнувши рекордного рівня більш ніж 750 осіб, що створило навантаження на систему. Підхід Нової Зеландії до вірусу радикально змінився, перейшовши від придушення, до чогось близького до прийняття.

## Дані
Прогресія випадків COVID-19 по Новій Зеландії:
Нові випадки COVID-19 по Новій Зеландії (підтверджені та ймовірні):